# Eric Laithwaite
Eric Laithwaite (* 14. Juni 1921 in Atherton, Lancashire; † 27. November 1997) war ein britischer Ingenieur, der den Linearmotor und Maglev (Magnetschwebebahn) entwickelte.
Er wuchs auf in Fylde, Lancashire, besuchte die Kirkham Grammar School und ging 1941 zur Royal Air Force und wurde Testingenieur für Autopiloten  bei Royal Aircraft Establishment. Ab 1946 studierte er Elektrotechnik an der University of Manchester, wo er mit seiner Mitarbeit an der Manchester Mark I seinen Master erwarb. Seine anschließende Doktorarbeit begründete sein Interesse für Linearmotoren. 1951 heiratete er Sheila Gooddie, mit der er zwei Söhne und Töchter hat. 1964 wurde er Professor für Starkstromtechnik am Imperial College London, wo er den Linearmotor erfolgreich weiterentwickelte.
1966 und 1974 hielt er im Fernsehen die Royal Institution Christmas Lectures. Als die Royal Institution ihn 1974 einlud, über ein Thema seiner Wahl zu sprechen, führte er ein Gyroskop vor, das sich seiner Meinung nach nicht an Newtons Gesetze hielt, da es scheinbar an Gewicht verlor. Die Royal Institution und später auch er selbst widersprachen jedoch dieser Aussage.
Mit William Dawson gründete er später Gyron Ltd und erhielt 1993 ein Patent auf ein Antriebssystem.